# Nico Stingelin
Nico Stingelin (* 1998) ist ein ehemaliger Schweizer Unihockeyspieler, der beim Nationalliga-A-Verein Chur Unihockey unter Vertrag stand.

## Karriere
Zur Saison 2018/19 aus dem Nachwuchs von Chur Unihockey in die erste Mannschaft des Nationalliga-A-Vertreters. In drei Jahren absolvierte er 18 Partien für die Churer, ehe am 9. November 2020 vom Verein kommuniziert wurde, dass Stingelin aus privaten und gesundheitlichen Gründen seine Karriere beenden wird.